# 邓氏马先蒿
邓氏马先蒿（学名：Pedicularis dunniana）为列当科马先蒿属的植物，是中国的特有植物。分布在中国大陆的云南、四川等地，生长于海拔3,400米至3,700米的地区，见于草坡与林中，目前尚未由人工引种栽培。